# Viktor Mineev
Viktor Mineev (n. 19 iunie 1937, Varva, RSS Ucraineană, URSS – d. 22 iulie 2002, Moscova, Rusia) a fost un sportiv ce a reprezentat Uniunea Republicilor Sovietice Socialiste, medaliat olimpic. A participat la o ediție a Jocurilor Olimpice (1964) în care a câștigat o medalie de aur.

## Participări
Lista de mai jos prezintă principalele competiții la care a participat Viktor Mineev de-a lungul carierei.
- modern pentathlon at the 1964 Summer Olympics – team[*]